# 朱小坤
朱小坤（1957年1月—），男，江苏丹阳人，汉族，中国共产党党员。天工国际董事局主席，第十三届全国人民代表大会江苏地区代表。

## 简介
1975年至1981年，历任丹阳市后巷镇前巷村治保主任、民兵营长、主任。
1981年起，历任丹阳市后巷镇前巷村办厂厂长、法人代表、村党支部书记。
1984年，加入丹阳市后巷电视天线厂（该厂为江苏天工集团有限公司前身）任职总经理。
1987年，带领丹阳市后巷电视天线厂转型成为从事高速钢切削工具业务的企业。
1996年起任天工党委书记。
1997年7月，任江苏天工工具股份有限公司主席。
2000年，毕业于江苏广播电视大学经济管理系。
2006年9月，任江苏天工工具有限公司董事长、总经理至今。
2018年2月24日，当选为第十三届全国人大代表。